# Карл Дірікс
Карл Едвард Дірікс (норв. Karl Edvard Diriks; 9 січня 1855, Християнія — 17 березня 1930, Осло) — норвезький художник.

## Біографія

### Раннє життя
Карл Едвард Дірікс народився 9 січня 1855 року в місті Християнія (нині Осло, Норвегія).

### Освіта
Навчання на художника розпочав у Німеччині, де познайомився з Кристіаном Крогом, Гансом Ґуде та Максом Клінгером. З 1874 по 1875 роки, навчався в Карлсруе, а потім став студентом Берлінської академії архітектури.

### Кар'єра
Восени 1879 року, оселився в Християнії. Під час першої поїздки до Парижа у 1882–1883 роках, познайомився з течією імпресіонізму й вразився роботами Клода Моне. У 1892 році, одружився зі шведською акторкою та скульптором Анною Дірікс (1870—1932) і переїхав жити до Дребака.
У 1901 році, в Антверпені, пройшла його перша виставка робіт, яка привернула увагу публіки; Маріус-Арі Леблон у газеті La Grande France назвав Дірікса — «письменником вітру» (фр. Le peintre du vent). У травні 1903 року, за допомогою Октава Мірбо і Поля Фора, в Парижі була організована студійна виставка його робіт.
Тринадцять його робіт зберігаються в норвезькому Національному музеї мистецтва, архітектури і дизайну, а також у низці музеїв Франції та Німеччини.

## Сім'я
- Художник народився у сім'ї Кристіана Людвіга Дірікса та його дружини Бенедикти Мунк.
- Дідусь — державний міністр Кристіан Адольф Дірікс.
- Дядько — морський офіцер Карл Фредерік Дірікс[2].
- Двоюрідний брат — художник Едвард Мунк[7].
- Жінка — шведська акторка та скульпторка Анна Дірікс.

## Нагороди
- Орден Святого Олафа I класу[2];
- Офіцер ордена Почесного Легіону[8].

## Галерея

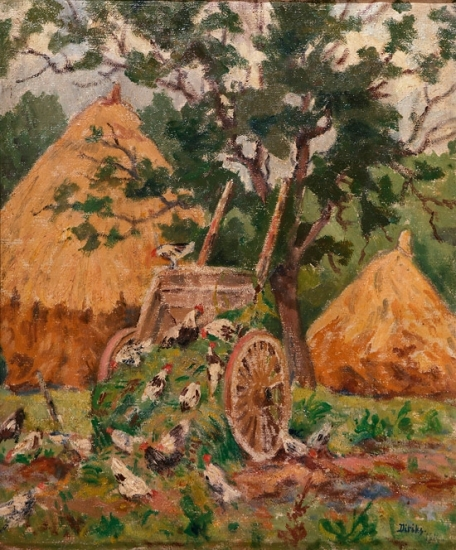
Курки, Франція (1914)
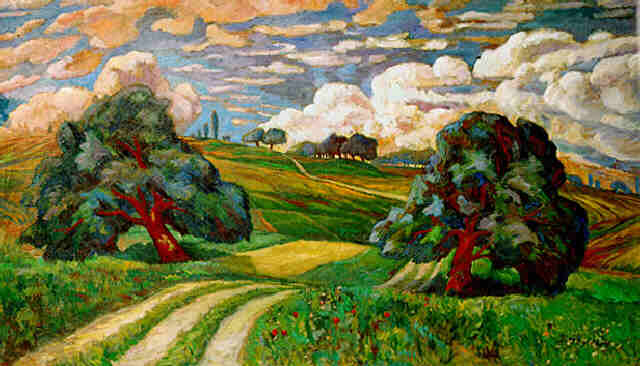
Після Бурі (1904)
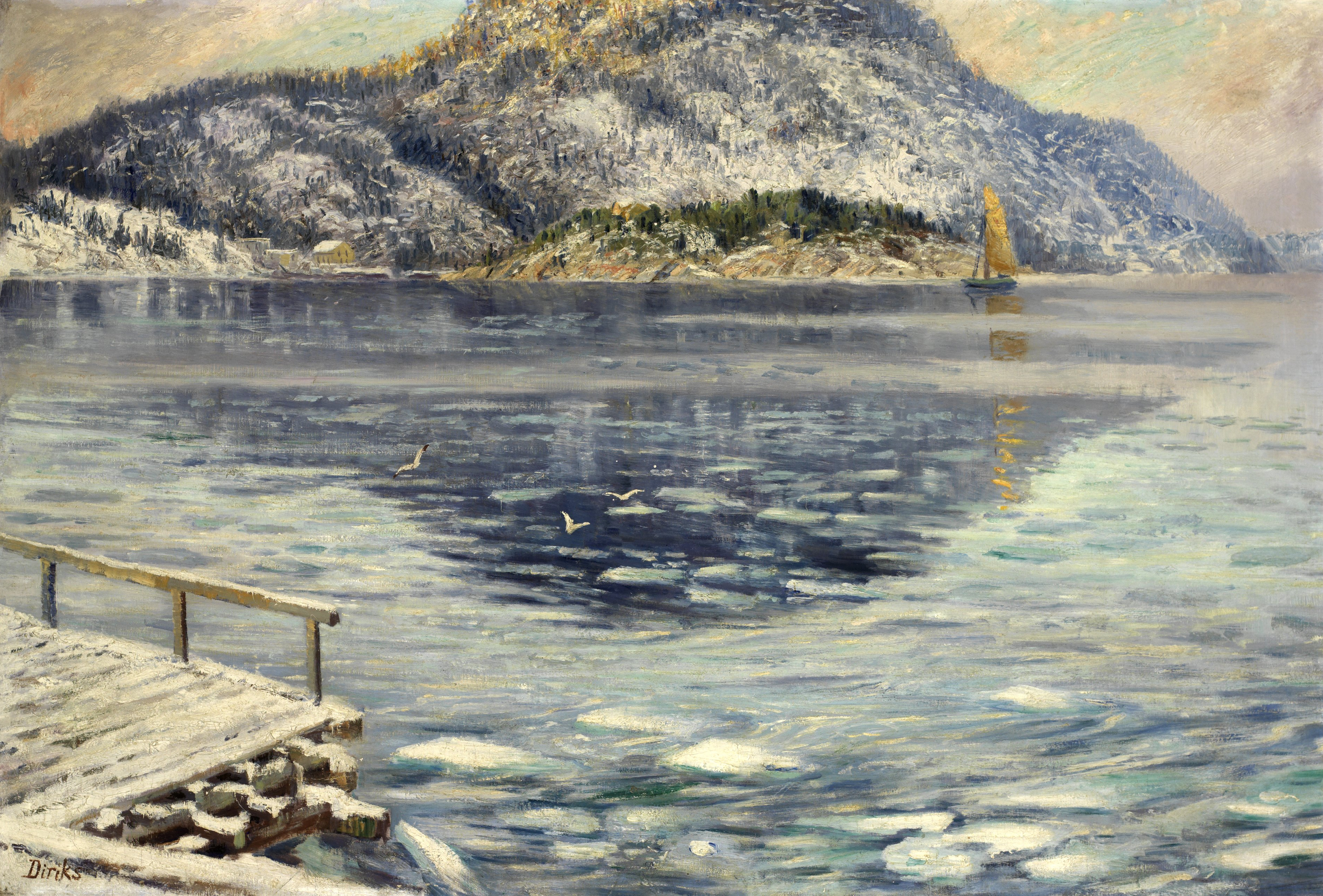
Лід, що тане
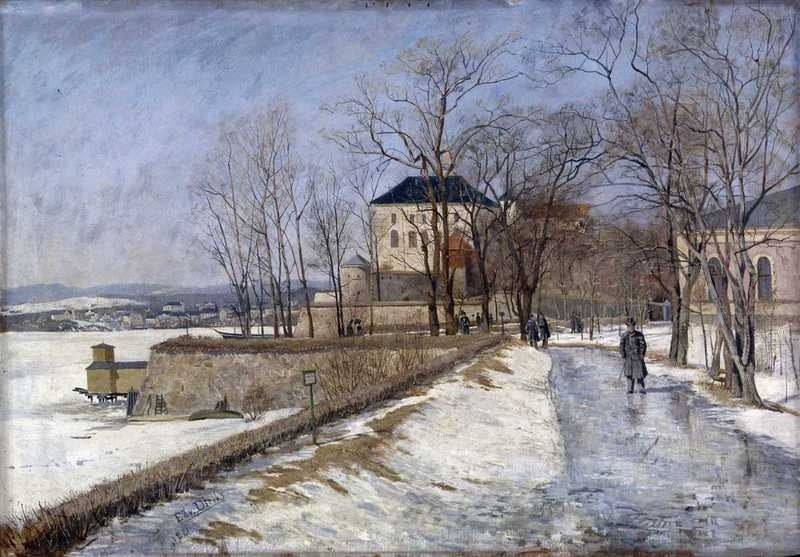
Акерсгус (1881)
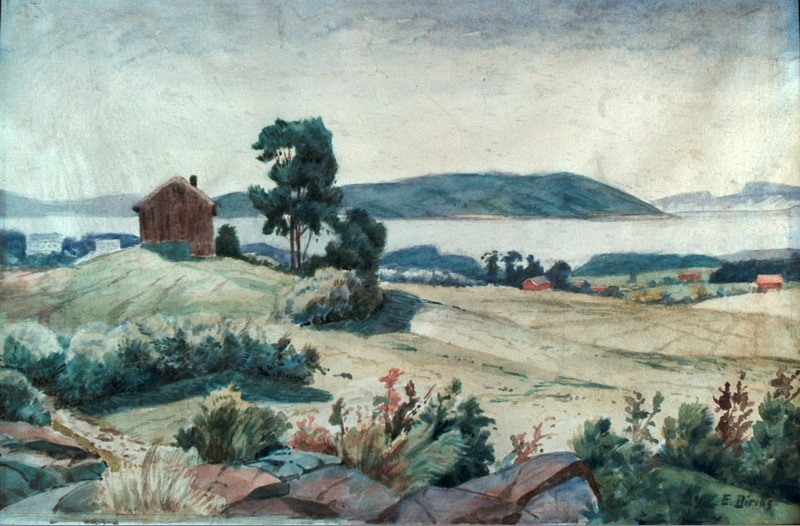
Fra Frøensjordene
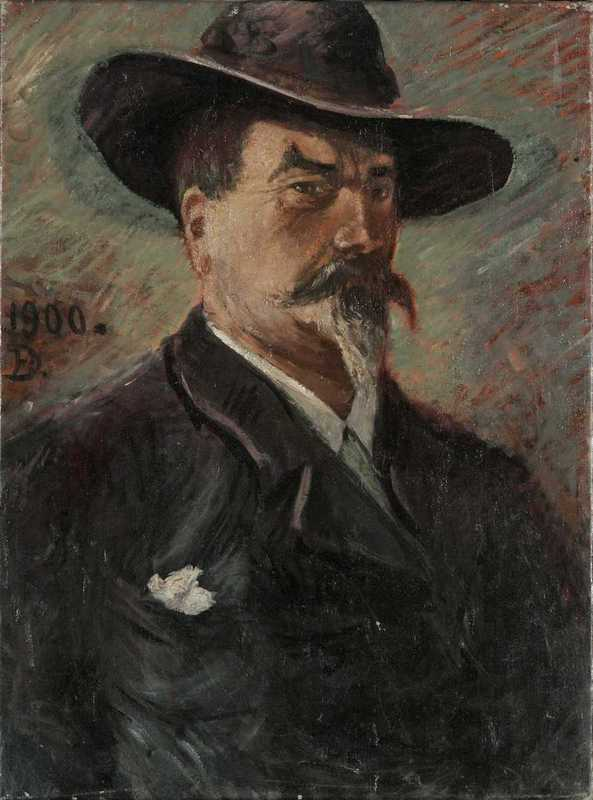
Автопортрет (1900)
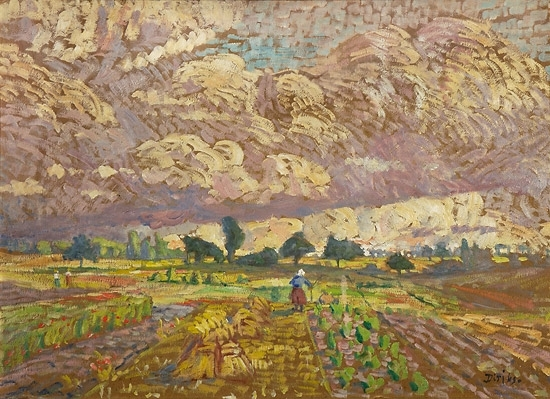
Осінній день
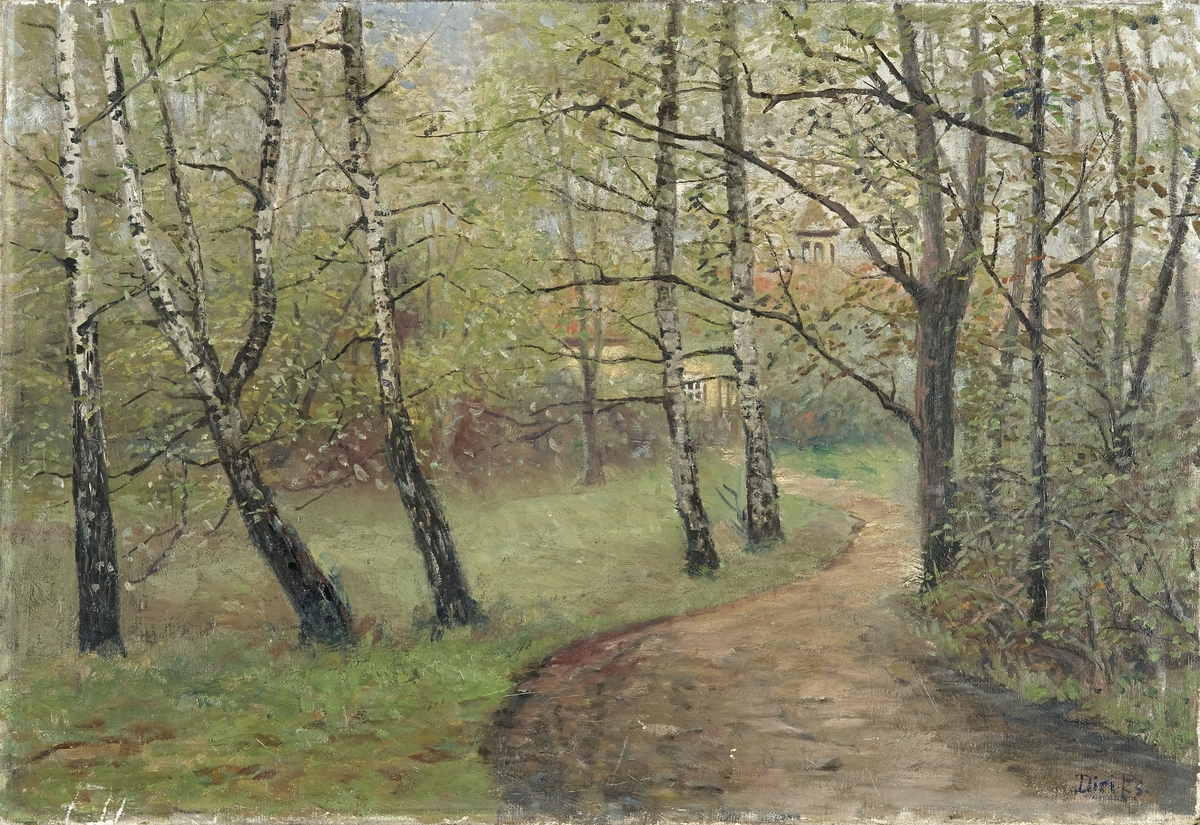
Маєток Фроґнер (1900)
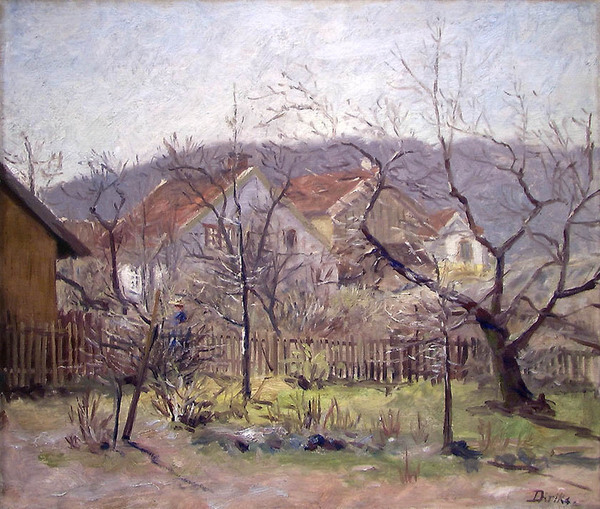
Весняне сонце
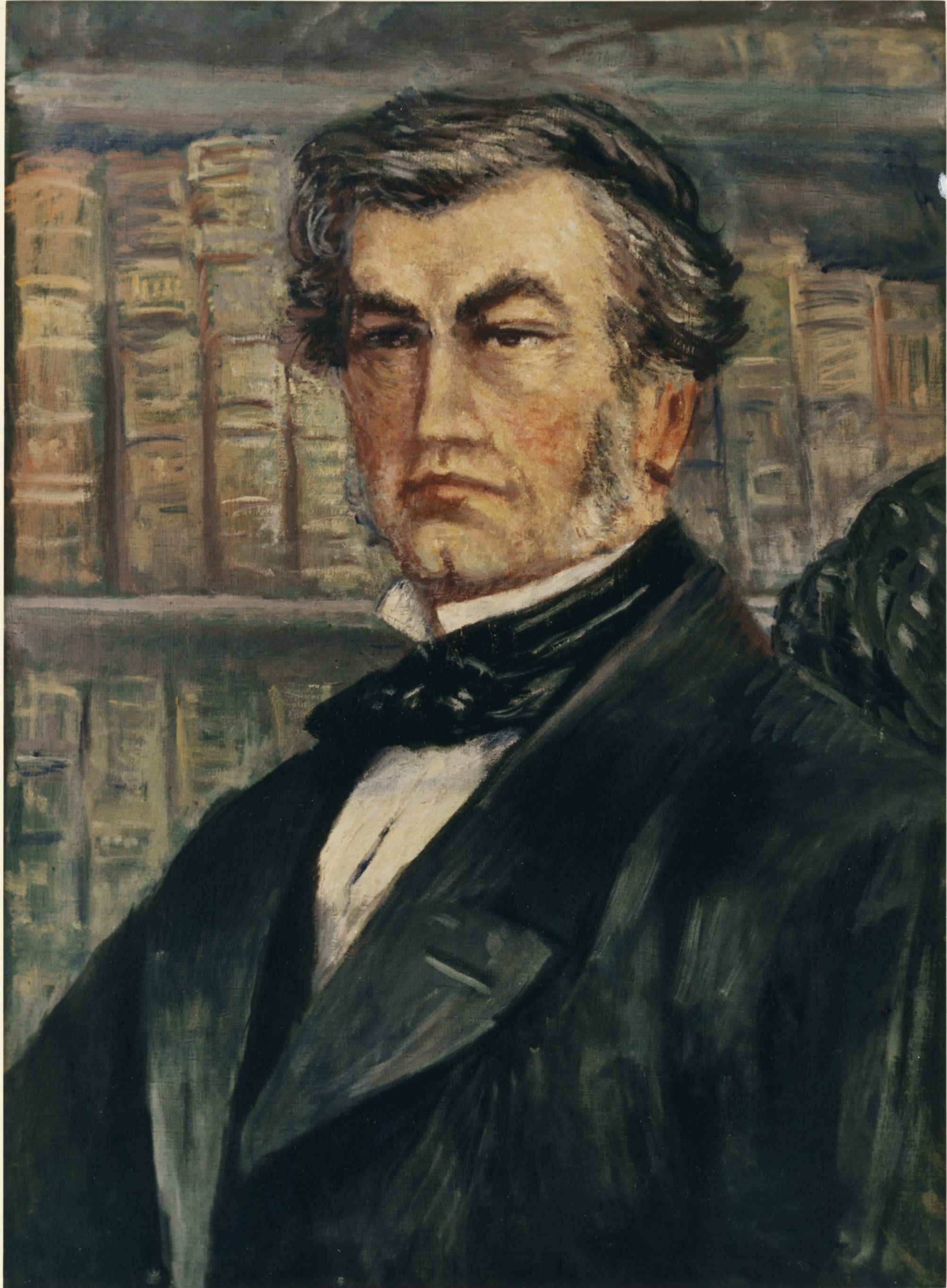
Батько (Крістіан Людвіг Дірікс)